# 徐尚勋
徐尚勛（1592年—1633年），字拙也，號未孩，浙江湖州府德清縣人，明朝政治人物。

## 生平
萬曆四十六年（1618年）戊午科浙江鄉試第十五名舉人，天啟二年（1622年）壬戌科進士。工部觀政，授青浦縣知縣，五年（1625年）調華亭縣知縣。